# Хуанган
Хуанга́н (кит. упр. 黃冈, пиньинь Huánggāng) — городской округ в провинции Хубэй КНР.

## История
После создания монгольской империи Юань был образован Хуанчжоуский регион (黄州路), власти которого разместились в этих местах. После свержения власти монголов и образования империи Мин Хуанчжоуский регион был в 1368 году переименован в Хуанчжоускую управу (黄州府). В 1378 году в подчинение властям Хуанчжоуской управы была передана и область Цичжоу (蕲州), и все эти земли впервые в истории оказались в составе единой административной единицы. После Синьхайской революции в Китае была проведена реформа структуры административного деления, в ходе которой области и управы были упразднены.
В 1949 году был образован Специальный район Хуанган (黄冈专区), состоящий из 8 уездов; власти специального района разместились в уезде Хуанган (黄冈县). В 1952 году западная часть уезда Хуанган была выделена в отдельный уезд Синьчжоу; также из частей уездов Лотянь, Мачэн и Хуанган был образован уезд Бинбао (兵堡县), впоследствии переименованный в Шэнли (胜利县). Из состава расформированного Специального района Дае (大冶专区) в состав Специального района Хуанган перешли уезды Янсинь, Дае и Эчэн, а из состава Специального района Сяогань (孝感专区) — уезд Хунъань. В 1955 году уезд Шэнли был расформирован. В 1959 году уезд Эчэн был преобразован в город Эчэн (鄂城市), а уезд Дае был передан под юрисдикцию властей города Хуанши.
В декабре 1961 года город Эчэн опять стал уездом. В 1965 году уезды Янсинь и Эчэн были переданы в состав Специального района Сяньнин (咸宁专区). В 1970 году Специальный район Хуанган был переименован в Округ Хуанган (黄冈地区); в это время он состоял из 10 уездов. В 1979 году уезд Эчэн опять перешёл в состав округа Хуанган, при этом урбанизированная зона уезда Эчэн была выделена в отдельный город Эчэн. 19 августа 1983 года постановлением Госсовета КНР были расформированы уезд Эчэн, город Эчэн и посёлок Хуанчжоу (黄州镇) уезда Хуанган (黄冈县), а на их месте образован городской округ Эчжоу, подчинённый напрямую властям провинции Хубэй, уезд Синьчжоу тем же постановлением был передан из состава округа Хуанган в подчинение властям Уханя.
В 1986 году уезд Мачэн был преобразован в городской уезд. В феврале 1987 года был расформирован район Хуанчжоу городского округа Эчжоу, а на его месте был вновь образован посёлок Хуанчжоу, возвращённый в состав уезда Хуанган. В октябре 1987 года был расформирован уезд Гуанцзи, а вместо него был образован городской уезд Усюэ. В декабре 1990 года был расформирован уезд Хуанган, а вместо него образован городской уезд Хуанчжоу (黄州市).
23 декабря 1995 года постановлением Госсовета КНР были расформированы округ Хуанган и городской уезд Хуанчжоу, и образован городской округ Хуанган; на месте бывшего городского уезда Хуанчжоу были образованы район городского подчинения Хуанчжоу и уезд Туаньфэн.

## Административно-территориальное деление
Городской округ Хуанган делится на 1 район, 2 городских уезда, 7 уездов:
| Карта                                                                   | Карта    | Карта     | Карта         | Карта            | Карта         |
| ----------------------------------------------------------------------- | -------- | --------- | ------------- | ---------------- | ------------- |
| Хуанчжоу Туаньфэн Хунъань Лотянь Иншань Сишуй Цичунь Хуанмэй Мачэн Усюэ |          |           |               |                  |               |
| Статус                                                                  | Название | Иероглифы | Пиньинь       | Население (2010) | Площадь (км²) |
| Район                                                                   | Хуанчжоу | 黄州区    | Huángzhōu qū  |                  |               |
| Городской уезд                                                          | Мачэн    | 麻城市    | Máchéng shì   |                  |               |
| Городской уезд                                                          | Усюэ     | 武穴市    | Wǔxué shì     |                  |               |
| Уезд                                                                    | Туаньфэн | 团风县    | Tuánfēng xiàn |                  |               |
| Уезд                                                                    | Хунъань  | 红安县    | Hóng'ān xiàn  |                  |               |
| Уезд                                                                    | Лотянь   | 罗田县    | Luótián xiàn  |                  |               |
| Уезд                                                                    | Иншань   | 英山县    | Yīngshān xiàn |                  |               |
| Уезд                                                                    | Сишуй    | 浠水县    | Xīshuǐ xiàn   |                  |               |
| Уезд                                                                    | Цичунь   | 蕲春县    | Qíchūn xiàn   |                  |               |
| Уезд                                                                    | Хуанмэй  | 黄梅县    | Huángméi xiàn |                  |               |

## Транспорт
В апреле 2022 года введена в эксплуатацию 127-километровая высокоскоростная железная дорога Хуанган — Хуанмэй.